# 最後の誓い
『最後の誓い』（さいごのちかい、英: His Last Vow）は、BBCが2014年に制作したドラマ『SHERLOCK』のシーズン3・エピソード3である。
原案は『チャールズ・オーガスタス・ミルヴァートン』"The Adventure of Charles Augustus Milverton" （1904年）、『最後の挨拶』"His Last Bow" （1917年）である。

## あらすじ
英国首相に対する恐喝の疑いで、新聞社主のマグヌセンに対する査問会が開かれる。終了後邸宅に戻ったマグヌセンは、査問委員長であるレディ・スモールウッドの夫が書いた手紙をネタに、彼女を強請（）りにかかる。レディ・スモールウッドは、マグヌセンと対峙（）するべく、この一件をシャーロックに依頼する。
数日後、近所のケイト・ホイットニーに頼まれ、彼女の息子をジャンキーの溜まり場へ迎えに行ったジョンは、そこでシャーロックに出会う。調査のためだったというシャーロックをジョンは信用せず、モリーに彼の尿検査をさせた上、マイクロフトにも通報する。マイクロフトはアンダーソンらに221Bで薬物を探させるが、シャーロックがマグヌセンの調査に動いていると知ると、手を引くよう警告する。
マイクロフトたちが帰った後、ジャニーンがシャーロックの寝室から現れ、ジョンを驚かせる。シャーロックは彼女と交際していることをジョンに明かす。ジャニーンの出勤後、マグヌセンが221Bを訪れ、スモールウッド卿の手紙をちらつかせる。
その夜、シャーロックとジョンはマグヌセンの新聞社が入ったビルに向かい、ジャニーンが秘書であることを利用して、彼の自宅フロアへ侵入する。シャーロックは、このためだけにジャニーンと交際し、婚約まで申し込んでいた。2人がマグヌセンのオフィスへ向かうと、ジャニーンが殴りつけられ気絶しており、ジョンは彼女を介抱する。シャーロックは、香水の匂いからレディ・スモールウッドが侵入者だと推理するが、侵入しマグヌセンを脅していたのは、同じ香水を使っていたメアリーだった。メアリーは、シャーロックを撃ち、マグヌセンを殴りつけてビルを後にする。メアリーは、心停止から奇跡的に復活したシャーロックに、ジョンには黙っていてほしいと口止めをする。
入院している病院から抜け出したシャーロックは、レンスター・ガーデンズのファサードにメアリーを呼び出す。彼はメアリーが、死産になった子供の身元を墓場から盗み出していたと言い当てる。メアリーはジョンにだけは黙っていてほしいと訴えるが、シャーロックの計らいでジョンは暗闇から全てを聞いていた。3人はベーカー街に戻り、メアリーは自分の全てが入ったUSBメモリをジョンに渡す。メアリーは殺しも請け負う外国人諜報員で、自分を終身刑に出来る情報を握られたため、マグヌセンを狙っていたと話す。
数ヶ月後のクリスマスの日、ワトスン夫妻とウィギンズはホームズ家に招かれている。ジョンは、メアリーが渡したUSBの中身を読まずに暖炉に放り込み、メアリーを受け入れると誓う。一方シャーロックは、ウィギンズに命じてマイクロフトたちに睡眠薬を飲ませ、マイクロフトのノートパソコンを持って、ジョンと共にマグヌセンとの交渉に向かう。マグヌセンの眼鏡がウェアラブルコンピュータだとの推理が外れたシャーロックは、自分をアップルドアに招くようマグヌセンに頼んでいた。アップルドアに着いた2人は、ジョンをガイ人形に詰め込んだのがマグヌセンの仕業だと知る。メアリーを脅していたマグヌセンの真の狙いはマイクロフトだった。彼は、マイクロフトのGPS付きパソコンを使ったシャーロックの罠を見抜き、マインドパレスによる記憶術で人々の秘密を握っているだけで、アップルドアに保管庫は無いと告げる。物的証拠は無く、メアリーの秘密がマグヌセンの脳内だけにあると知ったシャーロックは、パソコンの位置情報を追ってきたマイクロフトたちの前で、マグヌセンを射殺する。
マグヌセンを殺害したシャーロックは、当初断った東欧への潜入任務に向かうことになり、ワトスン夫妻とマイクロフトは飛行場まで見送りに行く。ところが彼のチャーター機が離陸した直後、英国中のテレビに、"[DID YOU] MISS ME?"（訳：会いたかった？）と口を動かすモリアーティが映し出され、シャーロックはわずか数分で呼び戻されることになる。

## キャストと日本語吹替

### 本編
シャーロック・ホームズ
演 - ベネディクト・カンバーバッチ、声 - 三上哲
ジョン・ワトスン
演 - マーティン・フリーマン、声 - 森川智之
ハドスン夫人
演 - ユーナ・スタッブス、声 - 谷育子
レストレード警部補
演 - ルパート・グレイヴス、声 - 原康義
マイクロフト・ホームズ
演 - マーク・ゲイティス、声 - 木村靖司
ジム・モリアーティ
演 - アンドリュー・スコット、声 - 村治学
モリー・フーパー
演 - ルイーズ・ブリーリー、声 - 片岡身江
メアリー・ワトスン
演 - アマンダ・アビントン、声 - 石塚理恵
アンダーソン
演 - ジョナサン・アリス、声 - 内田岳志
レディ・スモールウッド
演 - リンジー・ダンカン、声 - 寺田路恵
ジャニーン
演 - ヤスミン・アクラム、声 - 樋口あかり
ビル（ビリー）・ウィギンズ
演 - トム・ブルック、声 - 佐藤せつじ
シャーロック・マイクロフトの父親
演 - ティモシー・カールトン、声 - こねり翔
シャーロック・マイクロフトの母親
演 - ワンダ・ヴェンサム、声 - 宮沢きよこ
幼少期のシャーロック
演 - ルイ・モファット、声 - 不明
チャールズ・アウグストゥス・マグヌセン
演 - ラース・ミケルセン、声 - 森田順平

### オーディオ・コメンタリー
- スティーヴン・モファット（製作総指揮、脚本）
- マーク・ゲイティス（製作総指揮、脚本、マイクロフト役）
- ユーナ・スタッブス（ハドスン夫人役）
- スー・ヴァーチュー（製作）

## スタッフ
- 脚本 - スティーヴン・モファット
- 共同制作者 - マーク・ゲイティス
- 監督 - ニック・ハラン（英語版）
- プロデューサー - スー・ヴァーチュー
- 音楽 - デヴィッド・アーノルド、マイケル・プライス（英語版）
- 撮影監督 - ネヴィル・キッド
- 美術監督 - アーウェル・ウィン・ジョーンズ
- 編集 - ヤン・マイルス
- エグゼグティブ・プロデューサー（PBS マスターピース） - レベッカ・イートン
- エグゼグティブ・プロデューサー（BBC） - ベサン・ジョーンズ
- 製作総指揮 - スティーヴン・モファット、マーク・ゲイティス、ベリル・ヴァーチュー

## 原作との対比
原案は『チャールズ・オーガスタス・ミルヴァートン』"The Adventure of Charles Augustus Milverton" （1904年）、『最後の挨拶』"His Last Bow" （1917年）である。
原案『最後の挨拶』の原題は"His Last Bow"、このエピソードの原題は"His Last Vow"である。前者の"Bow"は、お辞儀・挨拶という意味、後者の"Vow"は誓いという意味の英単語である。

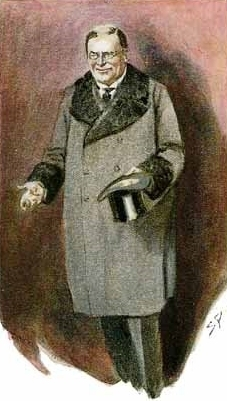
ストランド・マガジン誌掲載時に、シドニー・パジェットが描いたミルヴァートン。

チャールズ・アウグストゥス・マグヌセンという名前は、『チャールズ・オーガスタス・ミルヴァートン』に登場する恐喝王から取られている（発音の違いについては後述）。
ジョンとメアリーの元へ、女性が息子の薬物摂取と家出を相談しにくる筋書きは、『唇のねじれた男』から取られたものである。彼女の名前「ケイト・ホイットニー」や、息子（原典では夫）の名前「アイザック」も同じ作品に由来する。ジョンが彼女の息子を迎えに行くと、そこにはシャーロックがいるが、原典でも、ケイトの夫アイザを迎えに行ったワトスンは、アヘン窟でホームズに出会う。この『唇のねじれた男』冒頭には、メアリーが夫ワトスンを「ジェームズ」と呼び間違えるシーンがあり、これがワトスンのフルネームを「ジョン・ヘイミッシュ・ワトスン」とする説の根拠とされている。
シャーロックの仕事を手伝っているウィギンズの名前は、『緋色の研究』に登場するベイカー街遊撃隊（ベーカー・ストリート・イレギュラーズ）の隊長から取られている。また彼の愛称の1つである「ビリー」は、『マザリンの宝石』などに登場する、221Bのボーイから取られている。このシーンで、モリーがシャーロックの薬物摂取をたしなめるのは、原典『四つの署名』でのワトスンの役割である。
マグヌセンをシャーロックがサメに例えるのは、『ミルヴァートン』中でホームズがミルヴァートンをヘビに例えることに由来する描写である。またシャーロックはマグヌセンを、「恐喝のナポレオン」と称するが、原典のホームズはモリアーティ教授を「犯罪界のナポレオン」と称している。マグヌセンの邸宅アップルドアは原典『ミルヴァートン』にも登場する。
マグヌセンの元へ忍び込むために、シャーロックはジャニーンとの交際を利用する。一方『ミルヴァートン』では、配管工・エスコットに変装したホームズが、ミルヴァートン邸のメイド・アガサをたらし込んで情報を手に入れている。また、そのために婚約を申し込む点も、原典に準拠している。
マグヌセンのスキャンによって、ハドスン夫人のフルネームが「マーサ・ルイーズ・ハドスン」（旧姓シソンズ）であることが分かる。原案の1つになった『最後の挨拶』には、ホームズ邸のばあやとして「マーサ」という女性が登場し、彼女をハドスン夫人と同一視するシャーロキアンもいる。
シャーロックはジョンの結婚太りを指摘するが、『ボヘミアの醜聞』冒頭でも同様に、ホームズがワトスンの結婚太りを指摘する。
オフィスで倒れているジャニーンを見て、シャーロックは「女って本当に気絶するのか」と述べる。一方『空き家の冒険』では、ホームズの帰還に驚いたワトスンが気絶しており、ワトスン女性説が唱えられる元にもなっている。シーズン3で3回目の引用となる「確率の問題だよ」（英: "Balance of probability."）との言葉は、『四つの署名』中に登場する。
シャーロックは、マグヌセンに銃を向けているのがレディ・スモールウッドだと勘違いするが、『ミルヴァートン』中には、ミルヴァートン自身が自分を襲いに来た女性の正体を見誤るシーンがある。また、彼女は夫をネタにしてマグヌセンに強請られるが、この設定には、原典でミルヴァートンを襲いに来た女性の造型が投影されている。
マイクロフトの台詞「東風がやってくるぞ」は、直接的には『最後の挨拶』で、第一次世界大戦開戦を予感するホームズの言葉からの引用であるが、その真意はシーズン４で明かされた。原典のこのシーンでは、東風は英国では大陸から吹き付ける冷たい風になるため、ドイツによる戦争を東風に例えている。
ジャニーンは、シャーロックとのゴシップネタで得た情報料で、サセックスにハチの巣箱がある別荘を買うと告げる。原典『第二のしみ』や『ライオンのたてがみ』、『最後の挨拶』には、引退したホームズがサセックスに引っ越し、養蜂に励んでいることが語られる。
シャーロックを探し、ジョンやレストレードはロンドン中の隠れ家を探しにかかるが、『ブラック・ピーター』では、ホームズがロンドンに少なくとも5つの隠れ家を持っていたと記述されている。
メアリーは、ファサードで暗闇に座るジョンを人形と勘違いするが、『空き家の冒険』『マザリンの宝石』には、ホームズの蝋人形のシルエットを使って犯人をおびき寄せるシーンがある。
メアリーが読んでいるホームズ夫人が書いた数学書は、タイトルが"The Dynamics of Combustion"（燃焼の力学）とされている。一方原典では、モリアーティ教授の著作として"The Dynamics of an Asteroid"が挙げられている。この作品の書題は、邦訳では『小惑星の力学』とするものが多い一方、モリアーティが数学者とされていることから、実際は『アステロイド曲線の力学』だったのでは、とする説も上がっている。
メアリーは自分の本名のイニシャルが"A.G.R.A."(シャーロックの部屋で渡したUSBメモリには"A.G.RA"と書かれているが、シャーロックの両親の家で、暖炉に投げ込んだUSBメモリには"A.G.R.A"と書かれている)だと明かすが、『四つの署名』はアグラの宝物にまつわる話である。
マグヌセンの邸宅、アップルドアには、室内に沢山の木々が植えられているが、『ミルヴァートン』でも、ミルヴァートンが立派な温室を持っていることが語られる。

## 設定・制作秘話
マグヌセンのミドルネーム"Augustus"は、英語読みでは「オーガスタス」だが、彼を演じたデンマーク人のラース・ミケルセンは、これを「アウグストゥス」と読んでいる。ローマ帝国初代皇帝の名前がアウグストゥスと読まれるように、ミケルセンの母国語デンマーク語や、近縁のドイツ語・ラテン語などでは、英語と同じスペルで「アウグストゥス」と読むのが一般的である。一方で、英語圏のシャーロックなどは、彼の名前を「オーガスタス」と発音している。また、マグヌセン自体は、デンマーク系の名字の1つである。
この作品は、マグヌセン役のミケルセンにとって、初めて英語で演じた作品である。

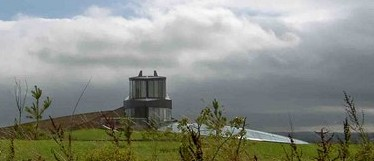
マグヌセンの邸宅とされたグロスターシャーのスウィンヘイ・ハウス。

マグヌセンの邸宅「アップルドア」とされているのは、グロスターシャーのスウィンヘイ・ハウスである。
シーズン2第2話『バスカヴィルの犬（ハウンド）』では、ジョン役のフリーマンが運転免許を持っていなかったため、シャーロック役のカンバーバッチの運転へシーンが差し替えられている（コメンタリーで言及がある）。本作でも、メアリー役のアビントンの運転シーンは存在するが、よく見るとフリーマン自身の運転シーンは撮られていない。
本話のメイキングで、モリー役のブリーリーの目が上手く距離感を捉えられないため、モリーがシャーロックを平手打ちするシーンの前に、彼女がカンバーバッチの手を借りて何度か練習したことが語られている。
シャーロックはマグヌセンの秘密収集庫をアレクサンドリア図書館に例えるが、これは世界中の文献を収集することを目的として、プトレマイオス1世により紀元前のプトレマイオス朝エジプトの都市アレクサンドリアに建てられた図書館である。
マグヌセンのスキャンにより、ジョンが総合診療医(G.P.)であること、マイクロフトが正式にMI6に所属していることが分かる。
シャーロックがジャニーンへの婚約指輪を買いに向かうハットン・ガーデンは、セント・ポール大聖堂などに程近い宝飾店街である。マグヌセンの自宅フロアで気絶している警備員は、14 Wordsのタトゥーを入れていることから、シャーロックに人種差別主義者だと推理される。
メアリー役のアビントンは、本話のメイキングなどで、メアリーの正体について第3話の脚本を貰うまで知らなかったと述べている。また、本作でシャーロックを撃つシーンが1番のお気に入りと答えている。
マグヌセンはメアリーに銃を向けられながら、デンマーク語で"No!"にあたる"Nej!"と喋っている（b:デンマーク語/基本表現参照）。
メアリーに撃たれたシャーロックが後ろに倒れ込むシーンは、カンバーバッチの体型を採寸して作った装置を後ろに倒して撮影されている。カンバーバッチは、本話のメイキングでこの装置は、『バスカヴィルの犬（ハウンド）』で使われたベッドが起き上がってくる仕掛けを参考にしているのではないかと語っているが、特撮担当のダニー・ハーグリーヴズも、このシーンのオマージュとして作ったことを明かしている。またこのシーンでは、自転車の車輪に木材とカメラを付けて、回転撮影が行われている。
マインドパレス中のシーンで、幼少期のシャーロックを演じているのは、脚本のモファット・制作のスー・ヴァーチュー夫妻の息子、ルイである。彼は『大いなるゲーム』でも、人質に取られる子供の声を担当している。
メアリーに撃たれたシャーロックのマインドパレスには、モリー、アンダーソン、マイクロフト、モリアーティが現れる他、「赤ひげ」（英: Redbeard）の正体としてセッター犬が登場する。

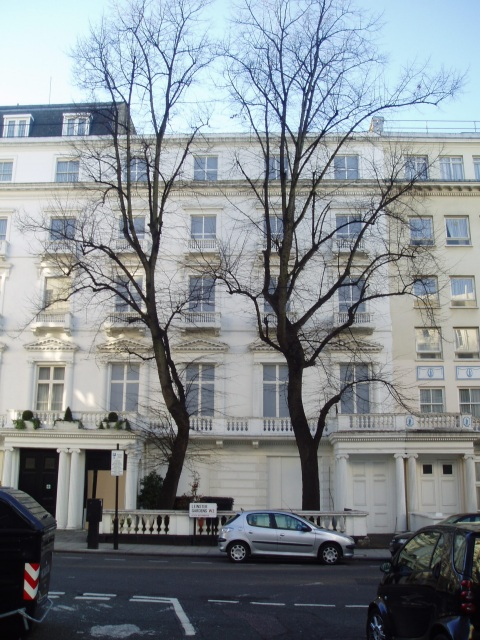
レンスター・ガーデンズに実在するファサード。

シャーロックがメアリーを呼び出す、レンスター・ガーデンズのファサードは実在するものである。
本作でも、カンバーバッチの実の両親であるティモシー・カールトンとワンダ・ヴェンサムが、ホームズ兄弟の両親として登場している。
ホームズ兄弟の会話で、マイクロフトはシャーロックを「竜退治の英雄」に例えている。一方、ジョン役のフリーマンが主演した映画『ホビット』では、シャーロック役のカンバーバッチが、フリーマン演じるホビット・ビルボらに退治される竜、スマウグを演じている。
シャーロックが飛行場でジョンに明かすフルネーム「ウィリアム・シャーロック・スコット・ホームズ」（英: William Sherlock Scott Holmes）は、シャーロキアンのW・S・ベアリング=グールドが書いた、ホームズの伝記『シャーロック・ホームズ ガス燈に浮かぶその生涯』で示されたものである。この作品は小林司によって邦訳され、現在では河出文庫版が入手できる。なおこれは飽くまで1人のシャーロキアンの「学説」であり、ドイルによって公式に示された設定ではない。
最終シーンでレストレードがいるパブは、ミニエピソード『幸せな人生を』で、彼がアンダーソンと会ったパブである。